# Cyclops productus
Cyclops productus – wątpliwy gatunek widłonoga z rodziny Cyclopidae. Opisał go w 1785 roku duński przyrodnik Otto Friedrich Müller, nadając mu nazwę Monoculus productus. W bazie World Register of Marine Species takson ten ma status nomen dubium.